# Conrad Nagel
Conrad Nagel est un acteur américain, né le 16 mars 1897 à Keokuk (Iowa), mort le 24 février 1970 à New York.

## Biographie

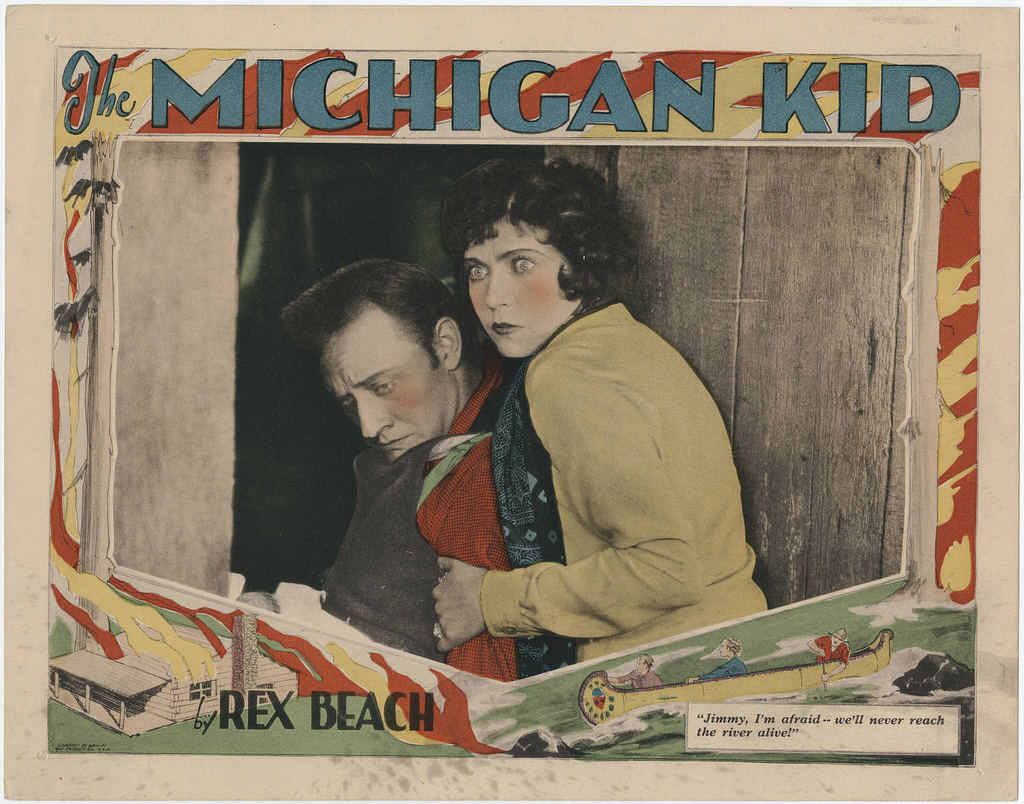
Conrad Nagel et Renée Adorée dans The Michigan Kid : "Jimmy, I'm afraid -- we'll never reach the river alive".

Au cinéma, Conrad Nagel contribue à cent-douze films américains (dont plus de la moitié muets), les deux derniers en 1959. Son premier rôle, en 1918, est celui de Theodore 'Laurie' Lawrence, dans la deuxième adaptation à l'écran du roman Les Quatre Filles du docteur March de Louisa May Alcott, sous le même titre original (Little Women, avec Henry Hull interprétant John Brooke). Un de ses ultimes rôles est celui d’Harvey, dans Tout ce que le ciel permet (1955), aux côtés de Rock Hudson et Jane Wyman.
Outre cette dernière, il a notamment comme partenaires féminines Leatrice Joy (Le Détour en 1922), Gloria Swanson (Le Calvaire de Mme Mallory en 1922), Greta Garbo (La Belle Ténébreuse en 1928 et Le Baiser en 1929), Norma Shearer (La Divorcée en 1930), ou encore Irene Dunne (Ann Vickers en 1933).
Au nombre des membres fondateurs, en 1927, de l'Academy of Motion Picture Arts and Sciences (organisatrice de la cérémonie annuelle des Oscars), Conrad Nagel en est le président durant un mandat (1932-1933).
À la télévision, outre de nombreuses apparitions comme lui-même, il participe à vingt-six séries, de 1951 à 1967 (année où il se retire), ainsi qu'à un téléfilm, diffusé en 1963.
Au théâtre, il joue à Broadway (New York) dans dix pièces, réparties entre 1918 et 1962 (dont une en 1945, A Goose for the Gander, où il retrouve Gloria Swanson), et aussi dans une comédie musicale, en 1951.
Enfin, durant sa carrière, il a également des activités à la radio.
Pour ses contributions au cinéma, à la télévision et à la radio, trois étoiles lui sont dédiées sur le Walk of Fame d'Hollywood Boulevard.

## Filmographie partielle

### Au cinéma
- 1918 : Les Quatre Filles du docteur March (Little Women) d'Harley Knoles
- 1919 : The Redhead de Charles Maigne
- 1920 : Unseen Forces de Sidney Franklin
- 1920 : The Fighting Chance de Charles Maigne

- 1921 : Folie d'été (Midsummer Madness) de William C. de Mille
- 1921 : Le Fruit défendu (Forbidden Fruit) de Cecil B. DeMille
- 1921 : Le Paradis d'un fou (Fool's Paradise) de Cecil B. DeMille
- 1921 : The Lost Romance de William C. de Mille
- 1921 : Sacred and Profane Love de William Desmond Taylor
- 1922 : Le Calvaire de Mme Mallory (The Impossible Mrs. Bellow) de Sam Wood
- 1922 : The Ordeal de Paul Powell
- 1922 : Des gens très bien (Nice People) de William C. deMille
- 1922 : Le Détour (Saturday Night) de Cecil B. DeMille
- 1923 : Bella Donna de George Fitzmaurice
- 1923 : La Gueuse (Lawful Larceny) d'Allan Dwan
- 1923 : Grumpy de William C. de Mille
- 1923 : The Rendezvous de Marshall Neilan
- 1924 : Un pleutre (The Snob) de Monta Bell
- 1924 : Le Glaive de la loi (Name the Man) de Victor Sjöström
- 1924 : Tess of the D'Urbervilles de Marshall Neilan
- 1924 : Amours de Reine (Three Weeks) d'Alan Crosland
- 1924 : Sinners in Silk de Hobart Henley
- 1924 : The Rejected Woman d'Albert Parker
- 1924 : Married Flirts de Robert G. Vignola
- 1925 : Les Feux de la rampe (Pretty Ladies) de Monta Bell
- 1925 : Le Train de 6 heures 39 (Excuse Me) d'Alfred J. Goulding
- 1925 : Cheaper to Marry de Robert Z. Leonard
- 1925 : The Only Thing de Jack Conway
- 1925 : Lights of Old Broadway de Monta Bell
- 1925 : Sun-Up d'Edmund Goulding
- 1926 : Dance Madness de Robert Z. Leonard
- 1926 : The Exquisite Sinner de Josef von Sternberg et Phil Rosen
- 1926 : Les Sentiers du souvenir (Memory Lane) de John M. Stahl
- 1926 : Tin Hats d'Edward Sedgwick
- 1927 : Londres après minuit (London after Midnight) de Tod Browning
- 1927 : La Galante Méprise (Quality Street), de Sidney Franklin
- 1927 : The Girl from Chicago de Ray Enright
- 1927 : Heaven on Earth de Phil Rosen
- 1927 : Slighty Used d'Archie Mayo
- 1927 : Coquin de briquet (If I were Single) de Roy Del Ruth
- 1928 : Glorious Betsy d'Alan Crosland
- 1928 : Tenderloin de Michael Curtiz
- 1928 : La Belle Ténébreuse (The Mysterious Lady) de Fred Niblo
- 1928 : La Taverne rouge (The Crimson City) d'Archie Mayo
- 1928 : Caught in the Fog de Howard Bretherton
- 1929 : Kid Gloves (en) de Ray Enright
- 1929 : Dynamite (titre original) de Cecil B. DeMille
- 1929 : Hollywood chante et danse (The Hollywood Revue of 1929) de Charles Reisner (lui-même)
- 1929 : The Iddle Rich de William C. de Mille
- 1929 : The Sacred Flame d'Archie Mayo
- 1929 : Le Baiser (The Kiss) de Jacques Feyder
- 1929 : La Treizième Chaise (The Thirteenth Chair) de Tod Browning
- 1930 : Au large de Shanghaï (The Ship from Shanghai) de Charles Brabin
- 1930 : Today de William Nigh
- 1930 : La Divorcée (The Divorcee) de Robert Z. Leonard
- 1930 : Free Love d'Hobart Henley
- 1930 : Rédemption (Redemption) de Fred Niblo
- 1930 : Numbered Men de Mervyn LeRoy
- 1930 : A Lady Surrenders de John M. Stahl
- 1930 : Les Amours d'une courtisane (Du Barry, Woman of Passion) de Sam Taylor
- 1931 : Son of India de Jacques Feyder
- 1931 : Les Titans du ciel (Hell Divers) de George William Hill
- 1931 : The Bad Sister d'Hobart Henley
- 1931 : East Lynne de Frank Lloyd
- 1931 : Three who loved de George Archainbaud
- 1931 : The Reckless Hour de John Francis Dillon
- 1931 : Pagan Lady de John Francis Dillon
- 1931 : The Right of Way de Frank Lloyd
- 1931 : Les Titans du ciel (Hell Divers) de George W. Hill
- 1932 : Kongo de William J. Cowen
- 1932 : Fast Life de Harry A. Pollard
- 1932 : The Man called back de Robert Florey
- 1932 : Grand Cœur (Divorce in the Family) de Charles Reisner
- 1933 : The Constant Woman de Victor Schertzinger
- 1933 : Ann Vickers de John Cromwell
- 1934 : Dangerous Corner de Phil Rosen
- 1934 : The Marines Are Coming de David Howard
- 1934 : One Hour Late de Ralph Murphy
- 1935 : Death Flies East (en) de Phil Rosen
- 1935 : Une étrange aventure (One New York Night) de Jack Conway
- 1936 : Bonne Blague (Wedding Present) de Richard Wallace
- 1936 : The Girl from Mandalay (en) de Howard Bretherton
- 1936 : Yellow Cargo de Crane Wilbur
- 1937 : Navy Spy de Crane Wilbur
- 1937 : The Gold Racket de Louis Gasnier
- 1937 : Alerte aux banques (Bank Alarm) de Louis J. Gasnier
- 1939 : The Mad Empress de Miguel Contreras Torres
- 1940 : Tumak, fils de la jungle (One Million B.C.) de Hal Roach et Hal Roach Jr.
- 1940 : I Want a Divorce de Ralph Murphy
- 1945 : L'Espoir de vivre (Forever Yours) de William Nigh
- 1948 : Stage Struck de William Nigh
- 1955 : Tout ce que le ciel permet (All that Heaven allows) de Douglas Sirk
- 1957 : Hidden Fear d'André de Toth
- 1959 : Un étranger sur les bras (A Stranger in My Arms) d'Helmut Käutner
- 1959 : L'Homme qui comprend les femmes (The Man Who Understood Women) de Nunnally Johnson : G. K. Brody

### À la télévision (séries)
- 1959 : Bonne chance M. Lucky (Mr. Lucky), Saison unique, épisode 2 They shall not pass de Jack Arnold
- 1960 : Thriller (série TV)
- 1961 : Première série Perry Mason, Saison 4, épisode 23 The Case of the Torrid Tapestry de John English
- 1960-1962 : Route 66 (titre original), Saison 1, épisode 11 A Fury Slinging Flame (1960) d'Elliot Silverstein ; Saison 2, épisode 1 A Month of Sundays (1961) d'Arthur Hiller ; Saison 3, épisode 6 Lizard's Leg and Owlet's Wing (1962)
- 1962 : Gunsmoke ou Police des plaines (Gunsmoke ou Marshal Dillon), Saison 7, épisode 33 The Prisoner d'Andrew V. McLaglen
- 1962-1965 : Les Accusés (The Defenders), Saison 1, épisode 28 The Naked Heiress (1962) de Jack Smight et épisode 34 The Brothers Killers (1963) ; Saison 4, épisode 27 Youths and Maidens on a Evening Walk (1965)
- 1965 : Le Jeune Docteur Kildare (Doctor Kildare), Saison 4, épisode 30 Believe and Live

## Théâtre (à Broadway)
Pièces, sauf mention contraire
- 1918-1919 : Forever After d'Owen Davis, avec Alice Brady
- 1933-1934 : The First Apple de Lynn Starling, avec Spring Byington, Albert Dekker
- 1943 : The Skin of Our Teeth de Thornton Wilder, mise en scène d'Elia Kazan, avec Miriam Hopkins, E.G. Marshall, Kenneth Tobey
- 1943 : Susan and God de Rachel Crothers, avec Gertrude Lawrence, Francis Compton
- 1943-1944 : Tomorrow the World de James Gow et Arnaud D'Usseau, mise en scène d'Elliott Nugent
- 1945 : A Goose for the Gander d'Harold J. Kennedy, avec Gloria Swanson
- 1948-1949 : Goodbye, My Fancy de Fay Kanin, mise en scène de (et avec) Sam Wanamaker
- 1951 : Music in the Air, comédie musicale, musique de Jerome Kern, lyrics, livret et mise en scène d'Oscar Hammerstein II, orchestrations de Robert Russell Bennett, avec Dennis King, Charles Winninger
- 1953 : Be Your Age de Mary Orr et Reginald Denham, avec Lee Remick
- 1957 : Four Winds de Thomas W. Phipps, avec Carl Esmond
- 1962 : The Captains and the Kings de Leo Lieberman, avec Dana Andrews, Lee Grant, Peter Graves, Gavin McLeod, Charles Ruggles